# Siralkoppa
Siralkoppa là một thị xã panchayat của quận Shimoga thuộc bang Karnataka, Ấn Độ.

## Địa lý
Siralkoppa có vị trí 14°23′B 75°15′Đ / 14,38°B 75,25°Đ Nó có độ cao trung bình là 595 mét (1952 feet).

## Nhân khẩu
Theo điều tra dân số năm 2001 của Ấn Độ, Siralkoppa có dân số 14.501 người. Phái nam chiếm 50% tổng số dân và phái nữ chiếm 50%. Siralkoppa có tỷ lệ 68% biết đọc biết viết, cao hơn tỷ lệ trung bình toàn quốc là 59,5%: tỷ lệ cho phái nam là 70%, và tỷ lệ cho phái nữ là 66%. Tại Siralkoppa, 15% dân số nhỏ hơn 6 tuổi.